# 18142 Адамсідман
18142 Адамсідман (2000 OG47, 1990 RJ2, 1999 GA30, 18142 Adamsidman) — астероїд головного поясу, відкритий 31 липня 2000 року.
Тіссеранів параметр щодо Юпітера — 3,625.